# Metro de Toulouse
El Metro de Toulouse (Métro de Toulouse en francés, Mètro de Tolosa en occitano), es una red de metro automático que da servicio a la ciudad francesa de Toulouse y a su área metropolitana. Fue inaugurada el 26 de junio de 1993, coincidiendo con la apertura de la línea A. Posteriormente, se creó otra línea más, la línea B, y está previsto que para 2025 se inaugure la tercera línea.
De las 37 estaciones actuales, tan sólo una de ellas, Jean Jaurès, es utilizada por ambas líneas.
Es la segunda red de metro automático en el mundo, después del metro de Lille.

## Historia

### La elección delmetro automático
En 1980, Tisséo, junto con el ayuntamiento de Toulouse, decidió construir un nuevo medio de transporte para la ciudad, alternativo al autobús. Lo previsible era que se eligiese el tranvía, dado que el gobierno era partidario de dicho medio de transporte. 
No obstante, cuando se estaba debatiendo qué medio de transporte se implementaría, la mayoría del ayuntamiento estaba a favor del VAL y en contra del tranvía.
El 9 de julio de 1985, se aprobó la elección del metro como elección final, zanjando el debate. Se confína a la ingeniero Françoise Mahiou todos los estudios técnicos y, ya en 1989, empezaron los trabajos de construcción. La primera línea, la línea A, la primera en inaugurarse, lo hizo en junio de 1993, produciéndose también una reestructuración de la red de autobuses de la ciudad.

### Extensión y segunda línea
En 1997, se decide extender la línea A hacia el noroeste de Toulouse. La última estación de la extensión, Balma—Gramont, será la primera estación fuera del límite municipal, en el municipio de Balma. Se añaden, pues, las estaciones de Balma—Gramont, Roseraie y Argoulets a la línea A, después de dos años de obras (entre 2001 y 2003).
También en 1997, se anunció la creación de una segunda línea, la línea B, también metro automático. Su objetivo es desaturar la línea A, pero también acceder a nuevos barrios. Las obras empezaron también en 2001 y acabaron en junio de 2007, cuando se inauguró la línea.

### Duplicación de la capacidad de la línea A
Durante los últimos años, la línea A ha experimentado un gran crecimiento en el número de usuarios. Eso hace que, en las horas punta, esté saturada. Tisséo decidió en 2016 hacer un estudio informativo para determinar si es posible pasar de dos a cuatro coches por composición y, por lo tanto, duplicar la longitud de todas las estaciones de la línea.
El proyecto se denominó Ma ligne A en XXL (Mi línea A en XXL). Las obras empezaron en 2017, pero solo tenían lugar durante las noches o en verano, y estuvieron acompañadas también de una reforma integral de la estación Jean Jaurès, que también se saturaba en las horas punta.
Actualmente, Tisséo está concluyendo las pruebas finales de los nuevos trenes para poder ponerlos en servicio antes de finales de año.

### Tercera línea
En las elecciones municipales de 2014, el candidato Jean-Luc Moudenc convirtió en uno de sus temas de campaña la creación de una tercera línea de metro. Al salir elegido, lanzó su proyecto en 2015 y empezaron los estudios informativos.
En julio de 2017, se confirmó el proyecto y las obras empezaron en 2019. Está previsto que acaben en 2025.

## Explotación
La explotación de la red corre a cargo de Tisséo Voyageurs, así como la de los autobuses y el tranvía de la ciudad. Los trenes y la infraestructura pertenecen a Tisséo Colectivités y algunos proyectos los realiza Tisséo Ingénierie, que también realiza las labores de limpieza y mantenimiento.

## La red

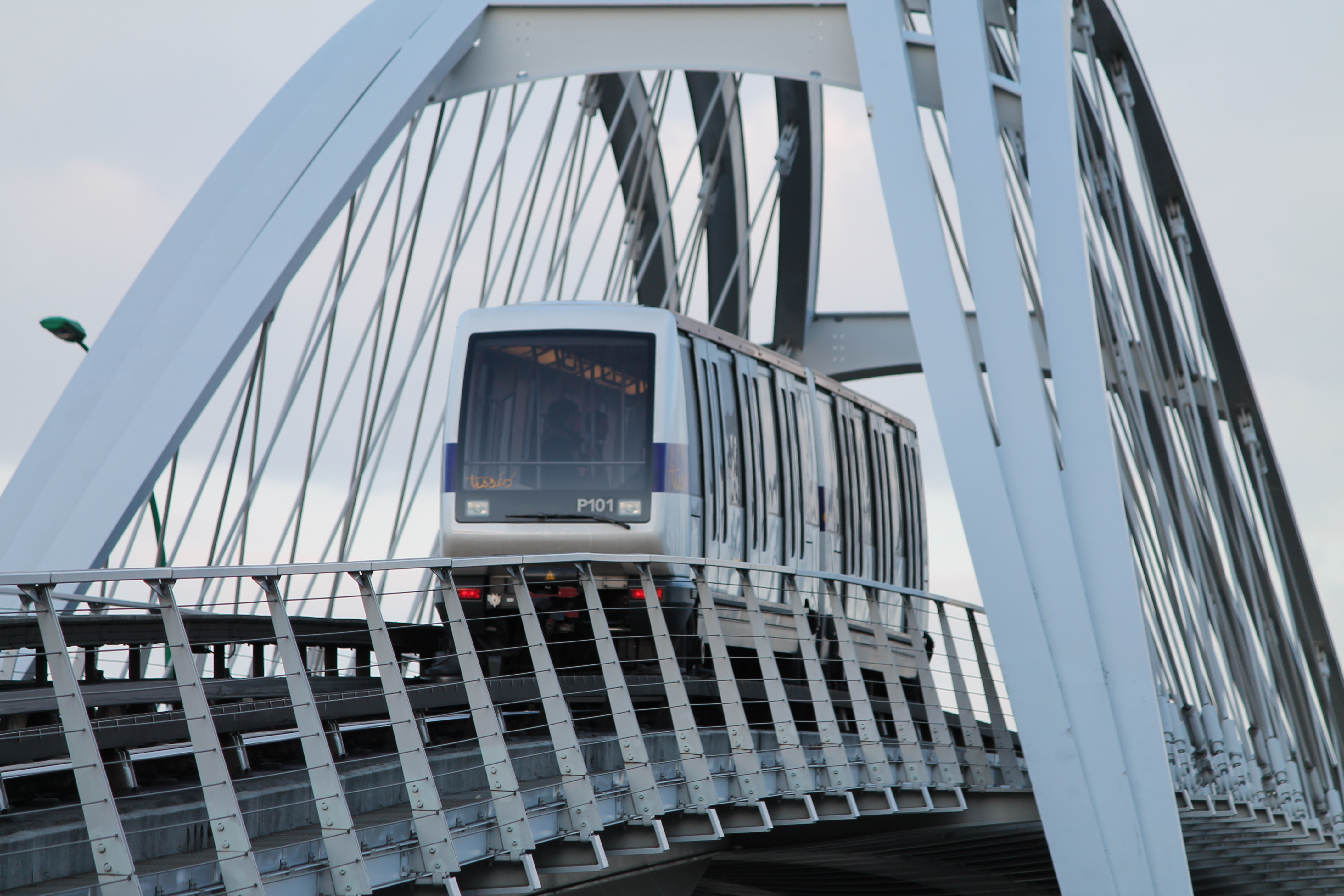
Tren de la línea A, atravesando un puente sobre la Ronda de Toulouse

### Línea A
Actualmente dispone de 18 estaciones en 12,5 km. Es totalmente subterránea, excepto cerca de la estación Basso—Cambo y los cruces con la Ronda de Toulouse.
El tráfico de esta línea está en constante aumentación, lo que hace que sea necesaria la ampliación de las estaciones.
Todas las estaciones están en Toulouse, excepto la de Balma—Gramont, que está en Balma.

### Línea B
Con 20 estaciones sobre 15 km, es la segunda línea. También es totalmente subterránea, a excepción de los cruces con la Ronda de Toulouse. 

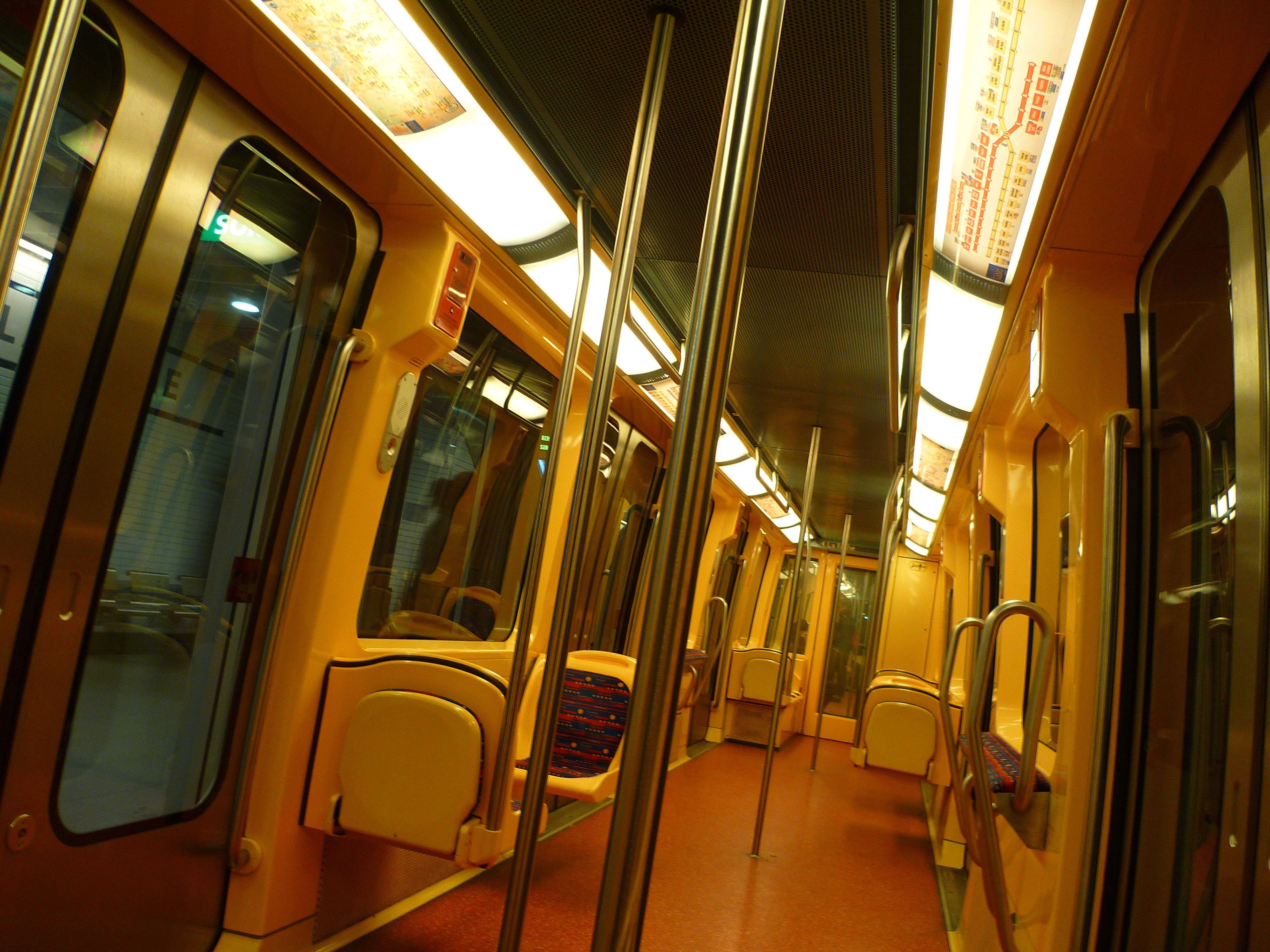
Interior de uno de los trenes de la línea B

El número de pasajeros de esta línea también sigue aumentando, pero es menor que el de la primera línea.
Las estaciones se reparten por Toulouse y Ramonville-Saint-Agne. Una de ellas, la estación Niel, es la única estación fantasma de toda la red.

## Características técnicas

### Los trenes
Las líneas A y B son líneas automáticas sin conductor, que utilizan la tecnología VAL construida por Matra, hoy en día integrada en Sistemas de transporte Siemens.
Los andenes están separados de las vías por puertas automáticas de andén, que están sincronizadas con las puertas de los trenes. Por ello, todos los andenes deben ser rectos. Cada tren se compone de dos coches sin cabina que pueden alojar de 150 a 200 personas. Con la duplicación de la línea A, estos estarán destinados únicamente para la línea B, mientras que los de la primera serán de cuatro coches, con capacidad para entre 300 y 400 pasajeros.
Los trenes circulan sobre neumáticos de caucho y son impulsados por una corriente continua de 750V a través de tercer raíl. Pueden subir pendientes de hasta un 7%, alcanzan una velocidad máxima de 60 km/h y su menor frecuencia de operación es de 65 segundos. Un control central situado en Basso—Cambo regula la red y asegura su seguridad. Desde allí pueden controlarse los trenes de modo remoto en caso de accidente o avería.
Actualmente hay dos tipos de vehículos en circulación, el VAL 206 y el VAL 208, ambos de la misma longitud y compatibles para circular alternados en una misma línea. El sistema de la megafonía anuncia el nombre de la siguiente estación antes de cada parada y a la salida de la estación precedente, en francés y, desde 2009, también en occitano. En los trenes VAL 208 existen paneles de LEDs que muestran el nombre de la siguiente estación y sus correspondencias.

### Arte en el metro
Desde que se planteó la construcción de la primera línea de metro, se decidió que cada una de las estaciones sería decorada con una obra de arte permanente. Además, la concepción de cada una de las estaciones se confiaría a un grupo de arquitectos diferentes, aunque con unas mismas características generales: muros cubiertos de cerámica blanca, falsos techos grises y bocas de metro cubiertas de granito rosa, típico de la región de Toulouse. Este principio se aplicó en la construcción de todas las estaciones, lo que supone un total de 39 obras de arte situadas en las 38 estaciones de la red.
Todas las obras de arte son independientes entre sí. La mayor de ellas, en la estación Barrière-de-Paris y alcanza 25 metros de altura.

## Futuro

### En construcción

#### Toulouse Aérospace Express (tercera línea)
Con 21 estaciones y 27 km de longitud, será la nueva línea. Entrará en servicio en 2025 y tendrá la particularidad de dar servicio a localidades como Colomiers, Blagnac o Labège, dado que hasta ahora el metro sólo poseía dos estaciones fuera de Toulouse (Balma—Gramont y Ramonville).

#### Extensión aLabège—Innopole
En enero de 2018, Tisséo presentó un estudio informativo para prolongar la línea B, desde Ramonville, dos estaciones más. En una de ellas, conectaría con la futura tercera línea de metro. Está prevista su inauguración para 2025, junto con la tercera línea.